# 信息安全与通信保密杂志
信息安全与通信保密杂志是中華人民共和國一份電子科技刊物，1979年创刊，同雜誌社早年1967年起出版《通信技术》雜誌，文革末期開始初刊更專重於通信安全研究的本刊至今。
2000年後改版，公司也改組成立為四川信息安全与通信保密杂志社，屬於中國電子科技集團公司轄下，目前雜誌內容涵蓋網路安全、手機通信、衛星等尖端領域，曾入選“北大中文核心期刊”、“中国科技核心期刊”等獎項。